# 吉名站
吉名站（日语：／ Yoshina eki */?）是位於廣島縣竹原市吉名町宮條32番，西日本旅客鐵道（JR西日本）的吳線車站。車站編號為JR-Y24。

## 歷史
- 1935年（昭和10年）
  - 2月17日 - 三吳線（當時）竹原站至三津內海站（現時：安浦站）之間開通，此站啟用。
  - 11月24日 - 吳線此站至廣站之間開業。三原站至海田市站之間編入至「吳線」。
- 1961年（昭和36年）6月6日 - 終止貨物起卸業務。
- 1987年（昭和62年）4月1日 - 伴隨國鐵分割民營化，車站由西日本旅客鐵道（JR西日本）營運。
- 1989年（平成1年）3月11日 - 實際時間表修正，於早上開設1往返普通班次行走於三原站至此站之間[1]。
- 1994年（平成6年）12月3日 - 由業務委託車站變為無人車站。
- 1995年（平成7年）10月1日 - 此站由廣島分社（日语：西日本旅客鉄道広島支社）直轄變為由三原地域鐵道部（日语：三原地域鉄道部）管轄[2]。
- 2003年（平成15年）10月1日 - 實施時間表修正，行走三原站至此站之間的普通列車取消[3]。
- 2006年（平成18年）3月18日 - 成為臨時快速「瀨戶內海景（日语：瀬戸内マリンビュー）」停車站。
- 2007年（平成19年）
  - 8月 - 車站內設置了可支援ICOCA的簡易IC卡閘機。
  - 9月1日 - 此站開始可以使用IC卡「ICOCA」。
- 2010年（平成22年）
  - 7月14日 - 因大雨使吳線內設有數處地方發生山泥傾瀉，三原站至吳站之間不能通行[4]。
  - 11月1日 - 竹原站至安浦站之間重開[5]。
- 2011年（平成23年）3月12日 - 實施時間表修正，臨時快速「瀨戶內海景」通過此站[6]。
- 2016年（平成28年）
  - 6月22日 - 因大雨使安登站至安藝川尻站之間發生山泥傾瀉，三原站至廣站之間不能通行[7]。
  - 6月27日 - 三原站至安浦站之間重開[7]。
- 2018年（平成30年）
  - 6月1日 - 隨著三原地域鐵道部（日语：三原地域鉄道部）廢止，此站由三原站管理[8]。
  - 7月5日 - 發生雨災使車站暫停營業[9]。
  - 12月15日 - 三原站至安浦站之間重開[10]。

## 車站構造
車站是一座建設路堤上的地面車站，設有2面2線的相對式月台，可進行列車交會。月台與車站大樓之間設有樓梯級。
此站是由三原站管理的無人車站。車站內設有自動售票機和ICOCA專用讀卡機，此站可使用ICOCA與其可互相使用的IC卡。此站沒有自動閘機。
廁所位於閘外，為男女共用簡單濕廁。

### 月台
| 月台              | 路線 | 上下行 | 方向           |
| ----------------- | ---- | ------ | -------------- |
| 車站大樓對面（1） | 吳線 | 上行   | 竹原、三原方向 |
| 車站大樓一方（2） | 吳線 | 下行   | 吳、廣島方向   |

- 實際上，此站沒有編排月台編號。括號內的數字是列車運輸指令上的月台號碼。
- 2號線（車站大樓一方）往吳方向和三原方向均設有出發信號機，因此可向兩方向出發。

## 使用狀況
以下為1日平均乘車人次：
| 年度               | 1日平均 乘車人次 | 參考資料      |
| ------------------ | ---------------- | ------------- |
| 2002年（平成14年） | 298              | [ 11 ]        |
| 2003年（平成15年） |                  |               |
| 2004年（平成16年） |                  |               |
| 2005年（平成17年） |                  |               |
| 2006年（平成18年） |                  |               |
| 2007年（平成19年） |                  |               |
| 2008年（平成20年） |                  |               |
| 2009年（平成21年） |                  |               |
| 2010年（平成22年） |                  |               |
| 2011年（平成23年） | 172              | [ 12 ]        |
| 2012年（平成24年） | 170              | [ 12 ]        |
| 2013年（平成25年） | 168              | [ 12 ]        |
| 2014年（平成26年） | 163              | [ 12 ]        |
| 2015年（平成27年） | 156              | [ 12 ] [ 13 ] |
| 2016年（平成28年） | 134              | [ 12 ] [ 13 ] |
| 2017年（平成29年） | 125              | [ 12 ]        |
| 2018年（平成30年） | 93               | [ 12 ]        |

## 車站周邊
- 廣島縣道208號吉名停車場線（日语：広島県道208号吉名停車場線）
- 廣島縣道464號竹原吉名線（日语：広島県道464号竹原吉名線）
- 國道185號（日语：国道185号）
- 竹原市政廳吉名分所
- 吉名郵局
- 竹原市立吉名學園（日语：竹原市立吉名学園）

吉名是池田勇人的出身地，於車站東方靠近神社設立了池田的胸像。

## 相鄰車站
西日本旅客鐵道（JR西日本）
 吳線
竹原（JR-Y25）－吉名（JR-Y24）－安藝津（JR-Y23）

## 注腳
1. ↑  《JR時刻表》1989年3月號
2. ↑  《データで見るJR西日本 2001》- 西日本旅客鐵道
3. ↑  《JR時刻表》2003年10月號
4. ↑  . 中國新聞 (中國新聞社). 2010-07-17  [2020-12-16]. （原始内容存档于2010-07-21） （日语）.
5. ↑  . 47NEWS (全國新聞網). 中國新聞. 2010-11-02  [2016-09-28]. （原始内容存档于2016-10-01） （日语）.
6. ↑  平成23年春の臨時列車についてPDF（日語） - 西日本旅客鐵道新聞稿 2011年1月21日
7. 1 2   (PDF). 国土交通省. 2016-06-27  [2016-06-29]. （原始内容存档 (PDF)于2016-08-06） （日语）.
8. ↑  データで見るJR西日本2018 （页面存档备份，存于）（日語） p.203 - 西日本旅客鐵道
9. ↑   (PDF). 国土交通省. 2018-07-07  [2018-07-23]. （原始内容存档 (PDF)于2021-01-01） （日语）.
10. ↑  西日本豪雨に伴う運転状況などについて（2018年10月30日時点）：JR西日本 （页面存档备份，存于）（日語）
11. ↑  「飲食・小売の出店を科学する出店戦略情報局」之存檔數據
12. 1 2 3 4 5 6 7 8  國土數値情報 不同站的上下車人次數據
13. 1 2   (PDF). 竹原市.   [2018-03-27]. （原始内容存档 (PDF)于2018-03-27） （日语）.

## 外部連結
- 吉名｜車站資訊：JR出門網 - 西日本旅客鐵道（日語）